# أوستريدوك
جبل أوستريدوك Ostredok أعلى جبل في سلسلة جبال فاترا الكبرى في سلوفاكيا، ويبلغ ارتفاعه 1.596 مترا. ويقع في جزء هونا فاترا من الجبال وقممها خالية الغابات ومسطحة ولا ترتفع كثيرا فوق التلال الرئيسية. الجزء الجنوب الغربي منحدر ويشكل مع خطرا بسبب الانهيارات الثلجية في فصل الشتاء.